# Oscar Vidal
Oscar Vidal  (Florida, Colombia. 9 de septiembre de 2000) es un futbolista colombiano. Juega como Extremo y su equipo actual es el Bogotá Fútbol Club de la Categoría Primera B colombiana,

## Biografía
Oscar Vidal, se crio en Florida Valle donde empezó a jugar Fútbol en una escuela que es muy reconocida en ese municipio Como (La Colmena) ahí donde hizo su proceso y luego terminó jugando en otra escuela que se llama (La Juventus) que también es del municipio y ahí se fue creando su proceso y ahí cuando fue pasado a una escuela muy conocida del Valle Escuela Boca Juniors y ahí donde acabó su proceso de formación y empezó debutando en Universitario de Popayán

## Características
Es un jugador muy rápido encarado, tiene mucha técnica y sabe jugar muy bien a la pelota 

## Clubes
| Club                     | País     | Año           |
| ------------------------ | -------- | ------------- |
| Escuela Boca Juniors     | Colombia | 2013          |
| Universitario de Popayán | Colombia | 2017          |
| Bogotá Fútbol Club       | Colombia | 2018-presente |